# 森田諒
森田 諒（もりた りょう、1988年5月3日 - ）は、2020年現在トップリーグHonda Heatに所属するラグビー選手。

## プロフィール
- 奈良県出身[1]。
- ポジションはセンター(CTB)、フルバック(FB)。
- 身長 177cm、体重 88kg
- ニックネームはりょー。
- U19日本代表に選ばれたことがある[2]。

## 略歴
2007年、天理高校卒業後、京都産業大学に入る。なお天理高校時代、第30回高校東西対抗試合に西軍として出場した。
2011年、京都産業大学卒業後、Honda Heatに加入。
2012年11月4日に行われたトップウェストA第4節のJR西日本レイラーズ戦にて先発出場で公式戦初出場を果たす。